# Carroll Campbell
Carroll Ashmore Campbell, Jr. (ur. 24 lipca 1940 w Greenville, Karolina Południowa, zm. 7 grudnia 2005 w West Columbia, Karolina Południowa) – amerykański polityk, działacz Partii Republikańskiej, członek Izby Reprezentantów, gubernator stanu Karolina Południowa.
Był najstarszym z sześciorga dzieci prywatnego przedsiębiorcy Carrolla Campbella seniora. Rozpoczął studia na University of South Carolina w Columbia, ale nauki nie ukończył ze względu na kłopoty finansowe. Pracował jako pośrednik w handlu nieruchomości, farmer, prowadził prywatne przedsiębiorstwo. W latach 1970–1974 zasiadał w Izbie Reprezentantów stanu Karolina Południowa, w 1974 ubiegał się bez powodzenia o stanowisko zastępcy gubernatora stanu. W 1976 został członkiem Senatu stanowego. Od 1979 był deputowanym do Izby Reprezentantów; w 1980 i 1984 kierował stanową kampanią prezydencką Ronalda Reagana, w 1988 kampanią prezydencką George’a Busha seniora na południu USA.
W latach 1987–1995 pełnił funkcję gubernatora Karoliny Południowej. W 1989 kierował akcją po przejściu huraganu Hugo. W latach 1993–1994 pełnił funkcję przewodniczącego Narodowego Stowarzyszenia Gubernatorów. Odchodząc ze stanowiska gubernatora cieszył się dużą popularnością (poparcie dla jego osoby sięgało 70%) i planował ponowny start w wyborach w 2002, jednak zrezygnował z tego zamiaru po zdiagnozowaniu choroby Alzheimera jesienią 2001. W 1996 był wymieniany w gronie kandydatów na wiceprezydenta USA z ramienia Partii Republikańskiej u boku Boba Dole'a (ostatecznie kandydował Jack Kemp). W latach 1996–2001 stał na czele Amerykańskiej Rady Ubezpieczycieli na Życie.
Ostatnie miesiące życia spędził w ośrodku dla osób cierpiących na chorobę Alzheimera, gdzie zmarł na atak serca w grudniu 2005. Ze związku z Iris Faye Rhodes miał dwóch synów, Carrolla Campbella III i Mike Campbella (kandydata na zastępcę gubernatora Karoliny Południowej w 2006).